# Mitropapokal 1988/89
Der Mitropapokal 1988/89 war die 48. Auflage des Fußballwettbewerbs. Baník Ostrava gewann das in Hin- und Rückspiel ausgetragene Finale gegen FC Bologna.

## Halbfinale
Das Hinspiel fand am 20. Oktober, das Rückspiel am 2. November 1988 statt.
|               | Gesamt |                      | Hinspiel | Rückspiel |
| ------------- | ------ | -------------------- | -------- | --------- |
| FC Bologna    | 8:5    | Ferencváros Budapest | 5:2      | 3:3       |
| Baník Ostrava | :      | Vojvodina Novi Sad 1 | :        | :         |

## Finale
Das Hinspiel fand am 16. November, das Rückspiel am 8. Dezember 1988 statt.
|               | Gesamt |            | Hinspiel | Rückspiel |
| ------------- | ------ | ---------- | -------- | --------- |
| Baník Ostrava | 4:2    | FC Bologna | 2:1      | 2:1       |